# Kodeteori
Kodeteori handler om at genskabe data, f.eks. fra en cd, hvor der måske er nogle enkelte bits, der ikke kan læses. Der er der et program, der genskaber data'erne.

## Brændbare medier
Kodeteori er en væsentlig del af det at læse en cd, da der ofte kan være forskellige former for støj og andet utøj på skiven, der problematiserer det at læse den for afspilleren.
| Programmering | Spire Denne artikel om datalogi eller et datalogi-relateret emne er en spire som bør udbygges. Du er velkommen til at hjælpe Wikipedia ved at udvide den. |